# Kolorismus (Malerei)
Der Kolorismus (von lateinisch color ‚Farbe‘) ist ein Farbkonzept, eine Gestaltungsweise in der Malerei, in der der Farbe eine besondere Bedeutung beigemessen wird. Die Farbe tritt gegenüber dem Zeichnerischen und anderen bildnerischen Mitteln der Malerei – wie Linie, Form, Komposition oder Perspektive – hervor. Die Farbverwendung dient der Reizung der Sinne, das Bild soll seine Wirkung über die Farbe entfalten. Koloristische Werke sind so zwar oft farbenfroh, häufig aber auch flach und mitunter plakativ. Maler, die sich dem Kolorismus verbunden sehen, werden als Koloristen bezeichnet.
Der Kolorismus ist nicht einer bestimmten Epoche der Malerei zuzurechnen. Koloristische Bilder finden sich bereits in der antiken Malerei, später in der mittelalterlichen und spätmittelalterlichen Malerei, wo die Künstler eine klare, reine, kontrastreiche Farbigkeit bevorzugen. Dann finden sich Beispiele koloristischer Bilder in der venezianischen Malerei des Cinquecento oder der Deckenmalerei des Barock. Besonders unter den Impressionisten war die Wahl der farblichen Dominanz vor der zeichnerischen Gestaltung verbreitet. Typisch für die Anwendung des Kolorismus sind Malereien des Fauvismus und des Expressionismus. Die entscheidende koloristische Malerei findet sich in der abstrakten und wilden Malerei des 20. und 21. Jahrhunderts.

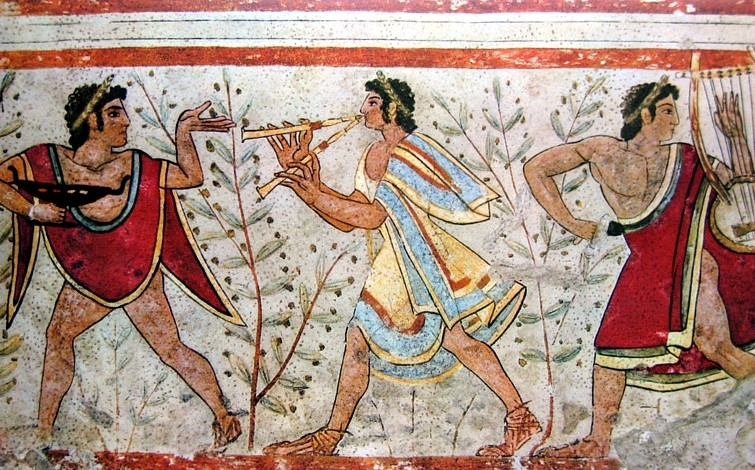
Antikes, etruskisches Fresko: Tänzer und Musiker
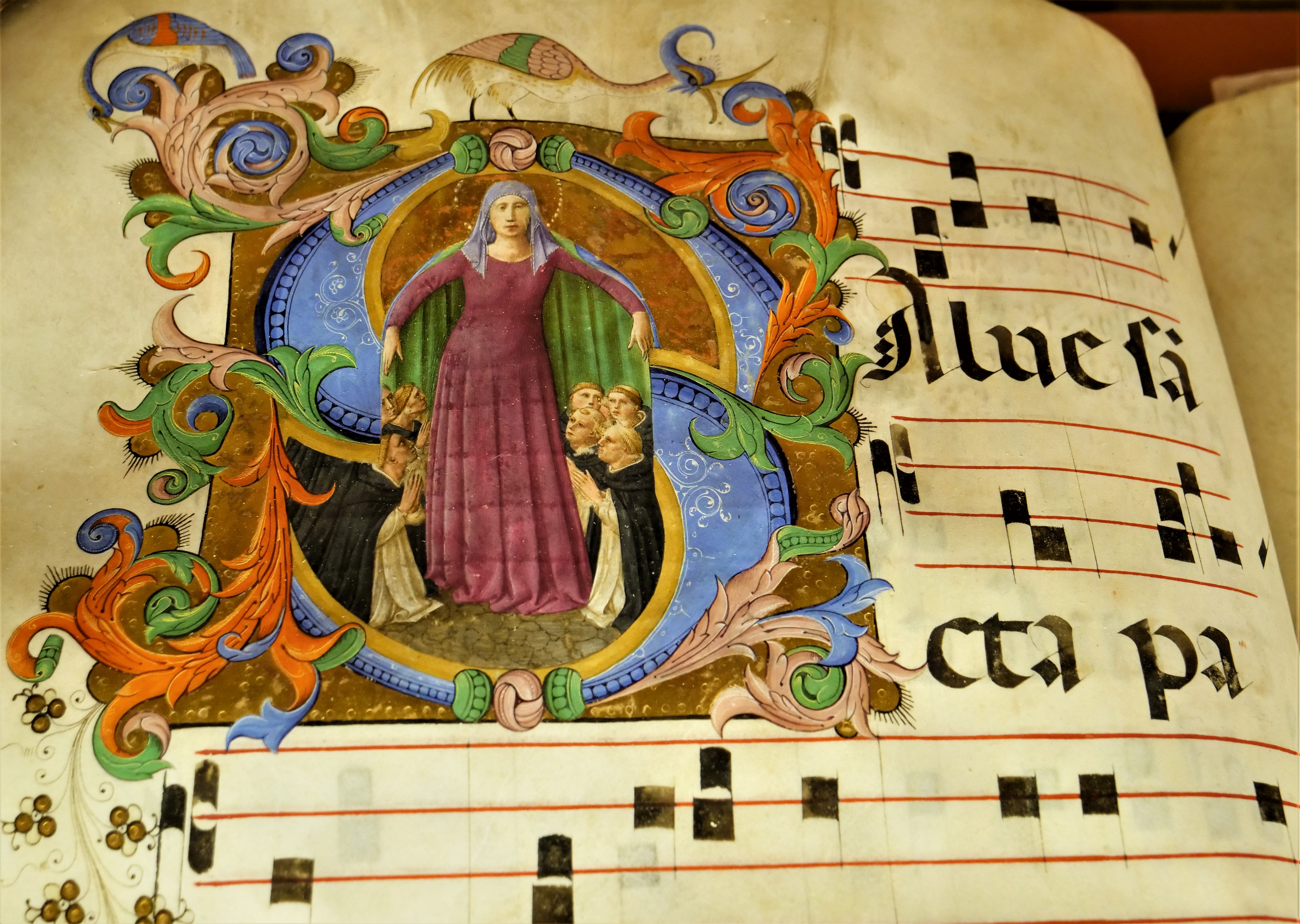
Mittelalterliche Buchmalerei
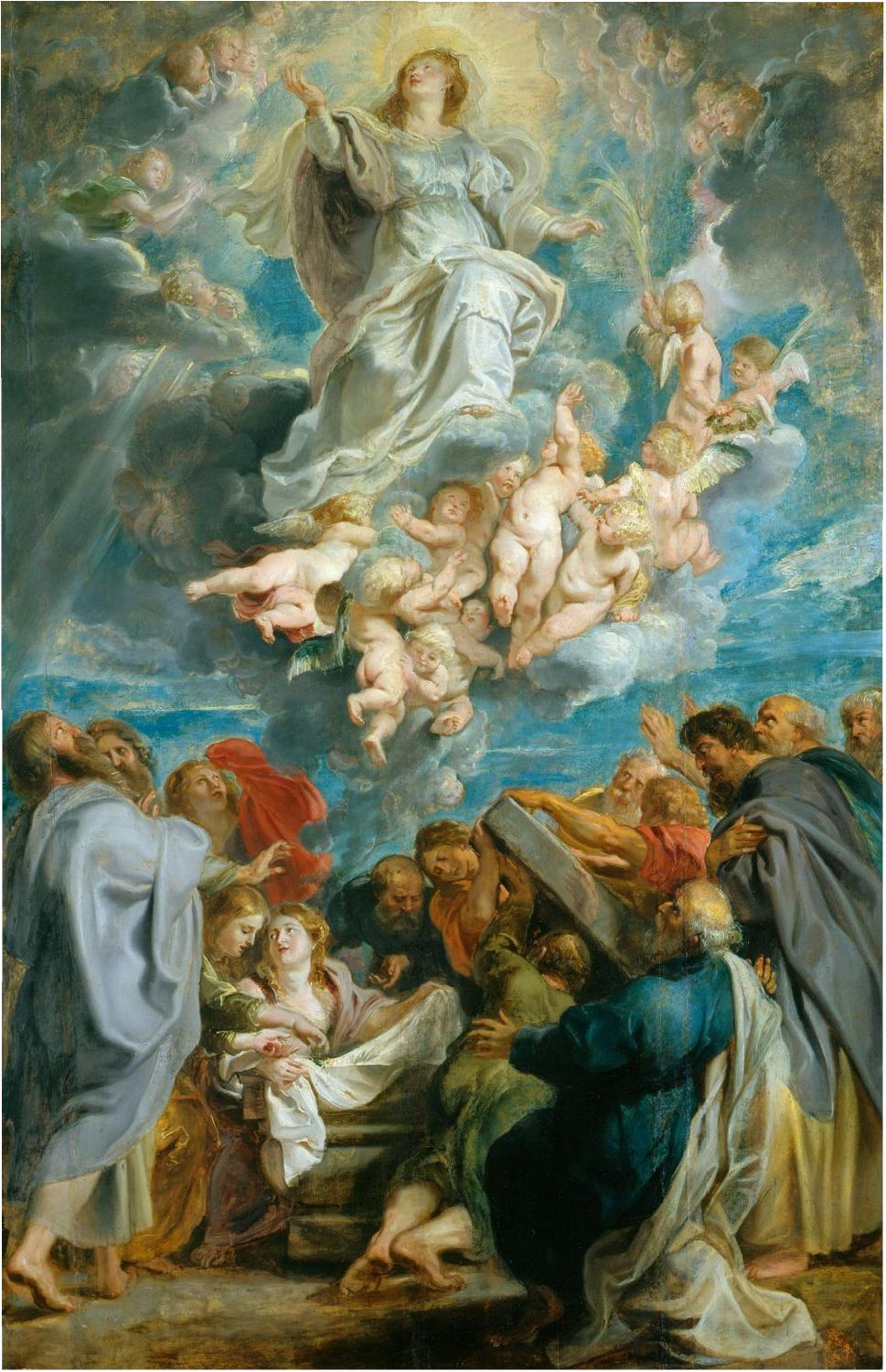
Peter Paul Rubens: Mariä Himmelfahrt.
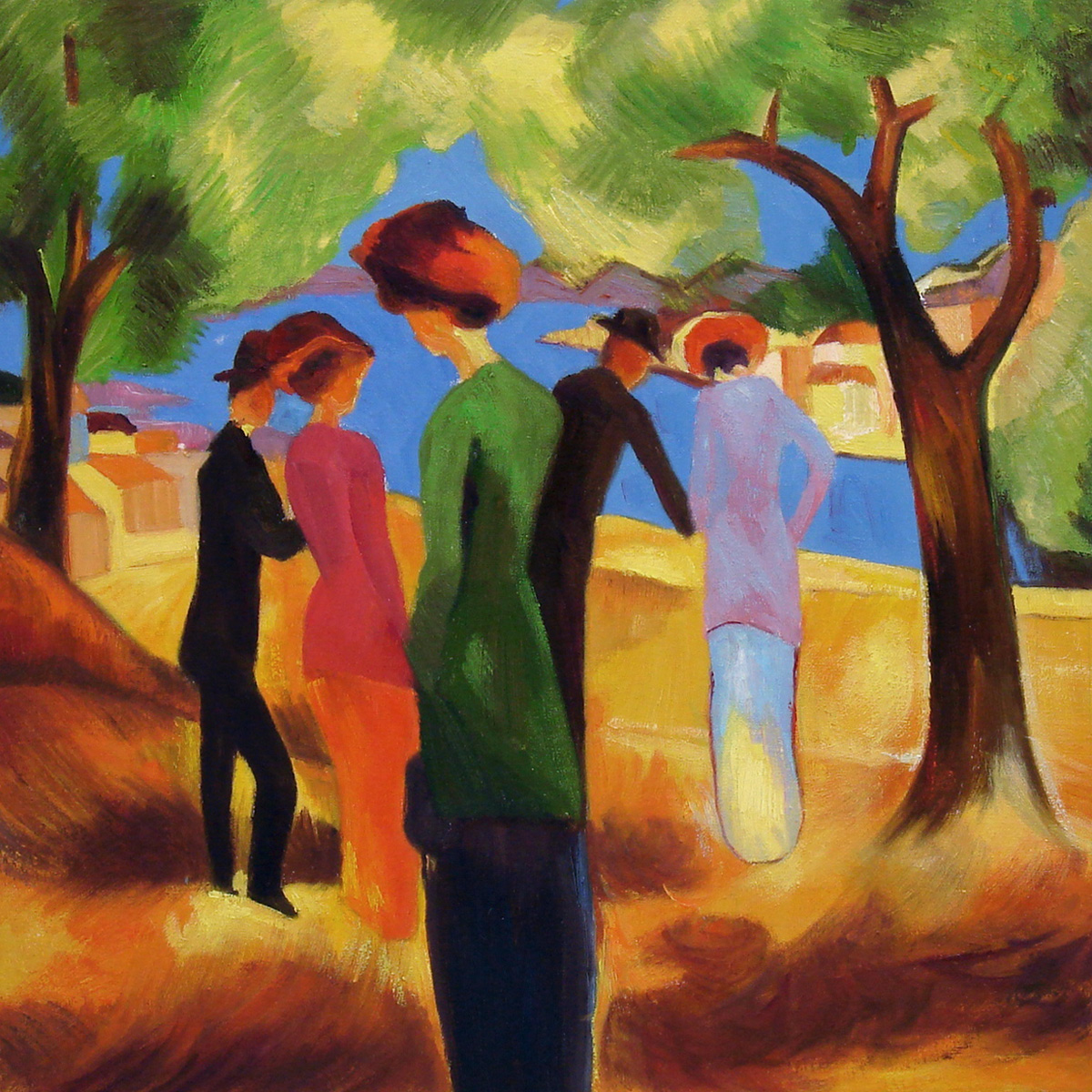
August Macke: Dame in grüner Jacke.
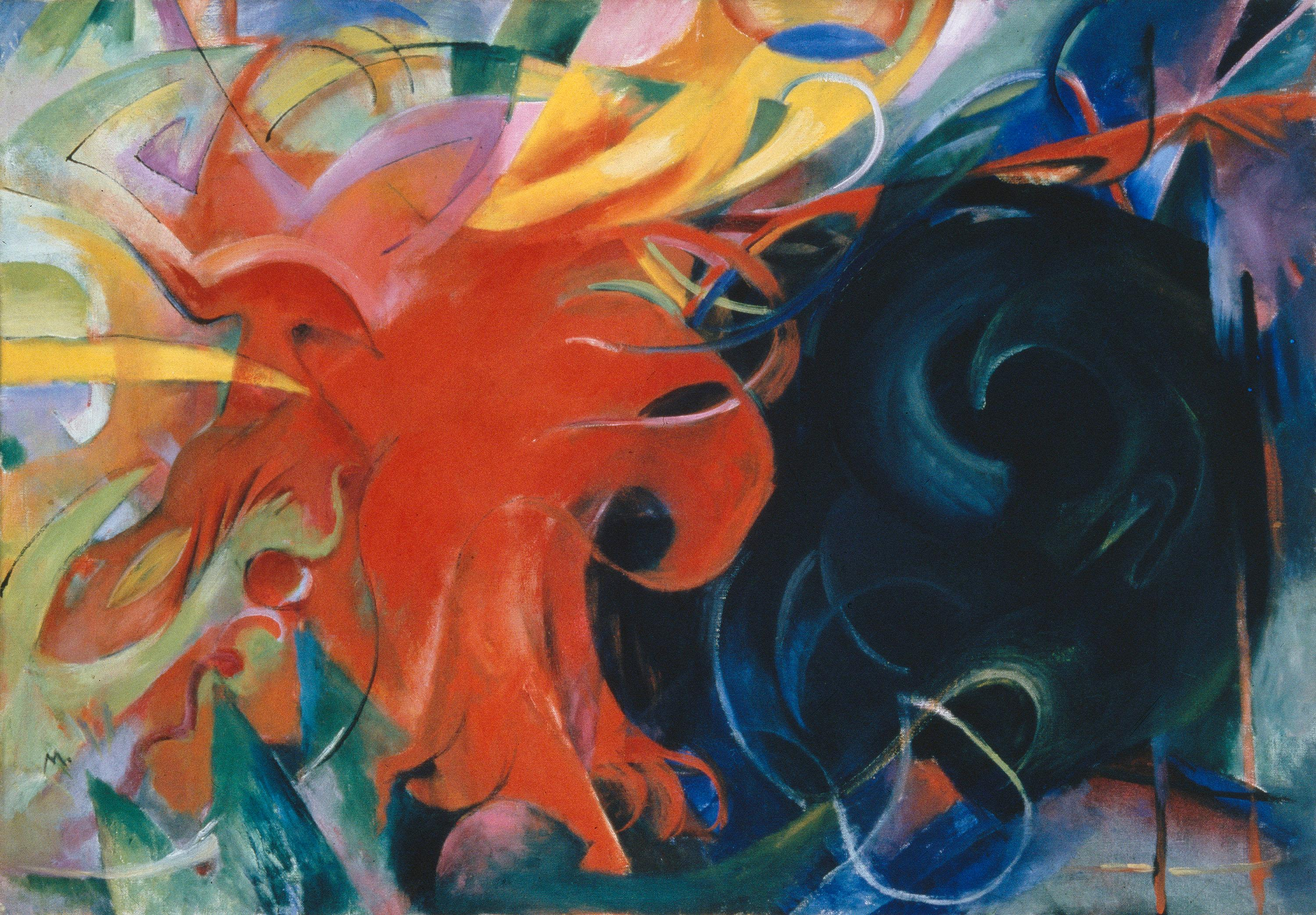
Franz Marc: Kämpfende Formen.